# 梁珤 (永樂進士)
梁珤（14世紀—15世紀），廣東高州府化州人，明朝政治人物。

## 生平
梁珤是永樂元年（1403年）的舉人，次年（1404年）聯捷進士，獲授寧化知縣，為政不事苛察，愛民如子，政修利舉獲得愛戴，到九年（1411年）因父母去世回鄉，人民不忍他離開，後官至隨州同知，在寧化入祀名宦祠。

## 引用
1. 1 2  光緒《化州志·卷十·人物志》：梁珤，登永樂甲申進士，知甯化縣視民如子，不事苛察，而政修利舉，民信愛之，官終湖廣隨州同知。 舊志
2. ↑  光緒《化州志·卷八·選舉志》：明……永樂朝 梁珤 二年甲申科曾棨榜二甲，初任福建甯化縣知縣，陞湖廣隨州同知，舊志、省志誤作瑤，有傳……梁珤 癸未科（舉人）
3. ↑  光緒《高州府志·卷三十七·人物十》：梁瑤，化州人，永樂甲申進士，知甯化縣，視民如子，不事苛察，政脩利舉，尋以憂去，民不忍舍，終湖廣隨州同知。 乾隆志鄉賢傳，甯化祀名宦
4. ↑  《八閩通志·卷三十八·秩官》：梁珤，永樂間知寧化縣，視民如子，不事苛刻。蒞任數年，政修利舉。
5. ↑  康熙《寧化縣志·卷三》：梁瑤，化州人，永樂四年由進士知寧化事，視民如子，不事苛刻，治邑數年弊革利興、政脩立教，永樂九年以憂去，民如失怙恃焉。